# スピリット複写機
スピリット複写機（Spirit duplicator）は、平版印刷の一種で、アルコール複写機、液体複写機とも呼ばれる。製品の商標から北米では一般にレクソグラフ（Rexograph）やディットーマシン（Ditto machine）、英国ではバンダマシン（Banda machine）と呼ばれていた。アルコール類を溶剤に転写印刷を行うことから名付けられた印刷技法で、20世紀中期に少部数向けの簡易印刷として、謄写版とともに欧米で広く用いられた。

## 概要
1923年、謄写器メーカー・ディットーコーポレーション（Ditto Corporation、米国・イリノイ州）のウィルヘルム・リッターフェルドが開発した印刷技法である。
北米、欧州、オーストラリアにおいて、PPC複写機が普及する1970年代にかけて、謄写版とともに学校や教会、クラブ、同人サークルなどにおける低コスト少部数の印刷用途に広く用いられた。この時期に学校生活を送った世代にとって、スピリット複写機のアルコール溶剤の匂いは学校生活の象徴ともいわれている。
資器材はディットーのほか、英国ではアソシエーテッドオートメーション（英国・ロンドン市）が製造、ブロック&アンダーソン（同）が販売した「バンダ」（Banda）ブランドがもっともよく知られ、両商標はそれぞれの商圏で本技法による印刷の代名詞となった。このほか輪転謄写機メーカーであったA・B・ディック（米・イリノイ州）、ロネオ（英・ロンドン市）など欧米の複数の企業が製造販売を手がけた。

## 原理
マスター（原紙）は筆記および版となる第一層と、染料で着色されたワックスを塗布した第二層で構成されている。第一層に筆記を行うと、その筆圧で第二層のワックスが第一層の裏面に鏡像となって付着する。筆記終了後第一層を引きはがし、ワックスが付着した裏面が表になるようスピリット複写機の版胴に取り付ける。
スピリット複写機は版胴の手前に印刷用紙を溶剤で湿らせる芯が設けられており、内蔵または外付けのタンクから芯に溶剤が供給される。溶剤を含ませた印刷用紙を版胴に圧着させることで、マスターに付着したワックス内の染料が溶解し紙に転写される。原理上転写を繰り返すごとに徐々に色が薄くなり、印刷用紙の圧着に伴うワックスの剥落もあることから、1枚の原紙による印刷可能枚数はおおむね40枚程度で、100枚を超える印刷は困難であった。
溶剤は揮発性が高く印刷用紙への影響を最小限にとどめるアルコール類が用いられた。初期はイソプロパノールとメチルアルコールの混合物で、のち1938年に電動輪転印刷機用として、トリクロロフルオロメタン、メチルアルコール、エチルアルコール、水、エチレングリコール、モノエチルエーテルを用いた非引火性で毒性の低い溶剤が開発された。
ワックスの着色剤は安価で適度に耐久性があり、発色のよい紫色のアニリン染料が一般的に用いられたが、ほかに赤、緑、青、黒、オレンジ、黄色、茶色、ピンク、ミントグリーン、スカイブルーなどの各色のマスターが供給され、これらを組み合わせて切り貼りしたマスターを用いることで多色印刷もできた。ワックスの削り取りや切り貼りによる修正も容易で、一般的な文書印刷だけでなく、挿絵画家などの芸術家にも好んで用いられた。一方で日光や蛍光灯の紫外線による退色が激しく、長期間の保存に適していない難点がある。

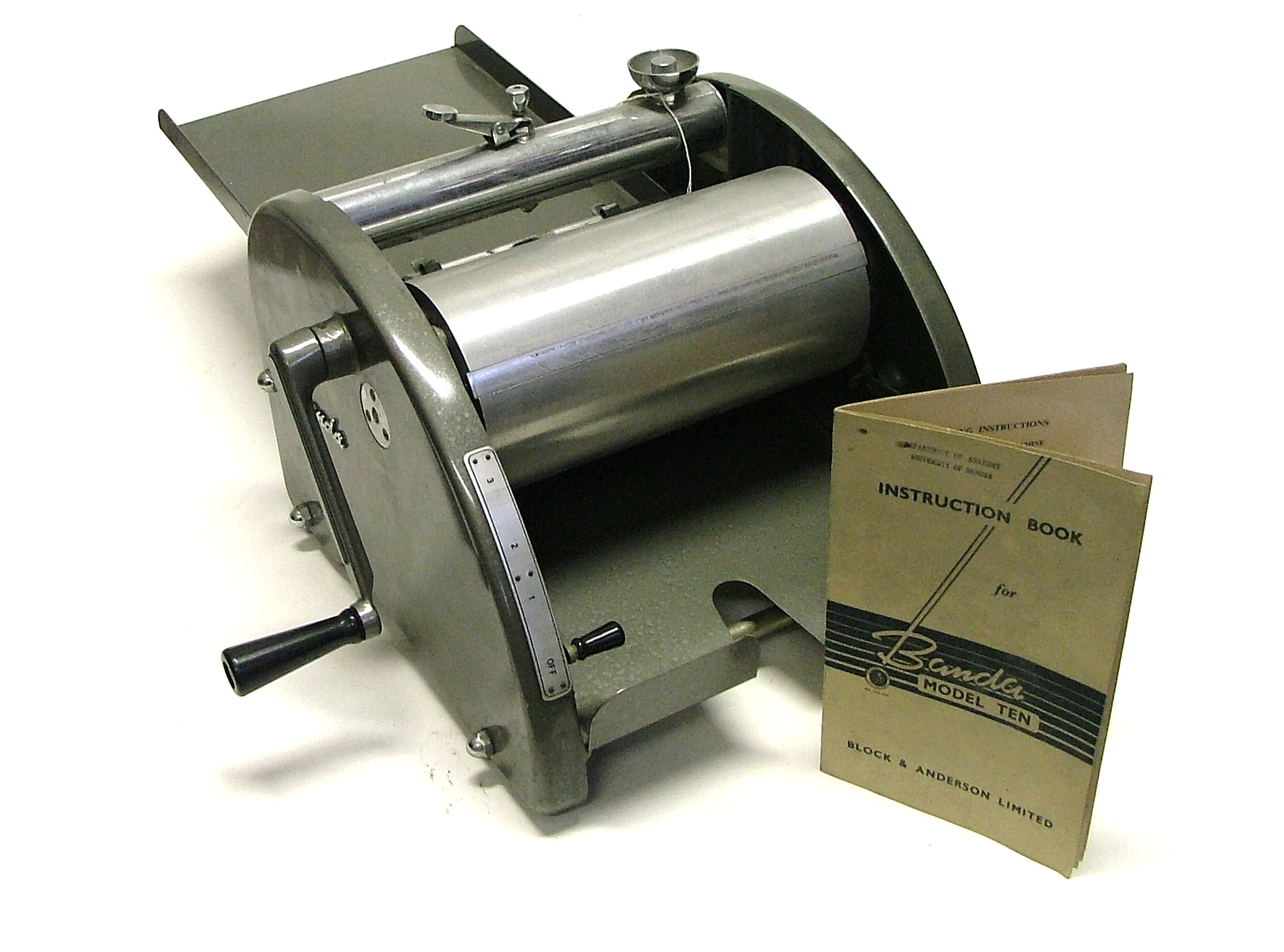
Banda10型スピリット複写機（イギリス・アソシエーテッドオートメーション製）
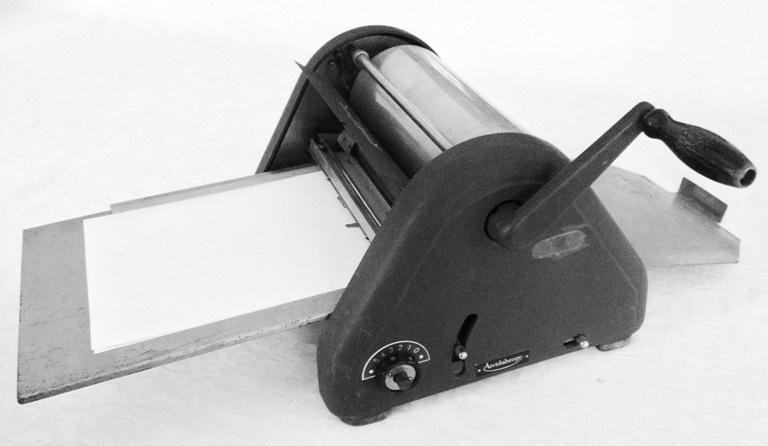
Plentografスピリット複写機（スウェーデン・レナチュフォーシュ機械工業製）
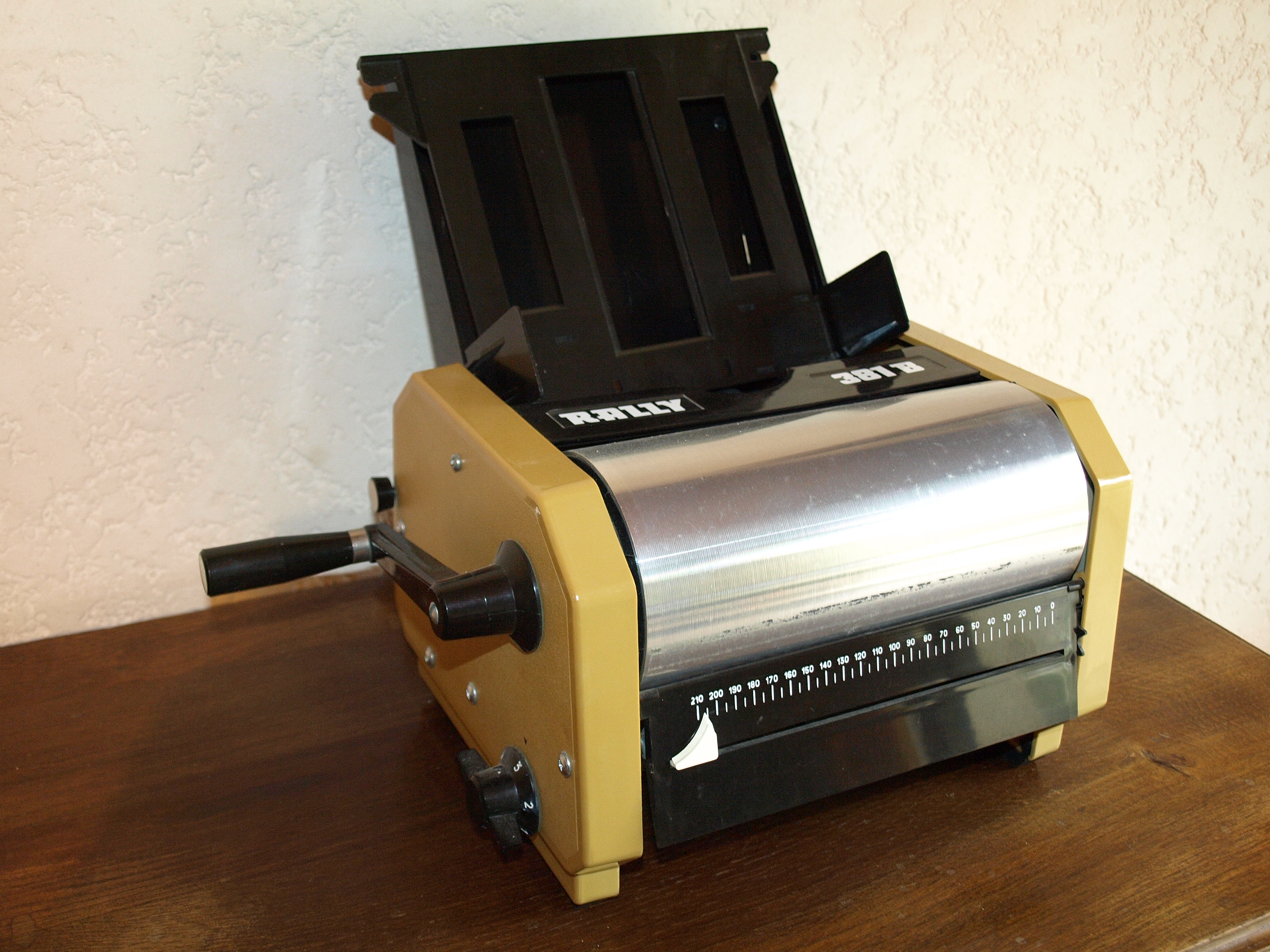
RALLY 381B型スピリット複写機（イギリス・ロネオ製）
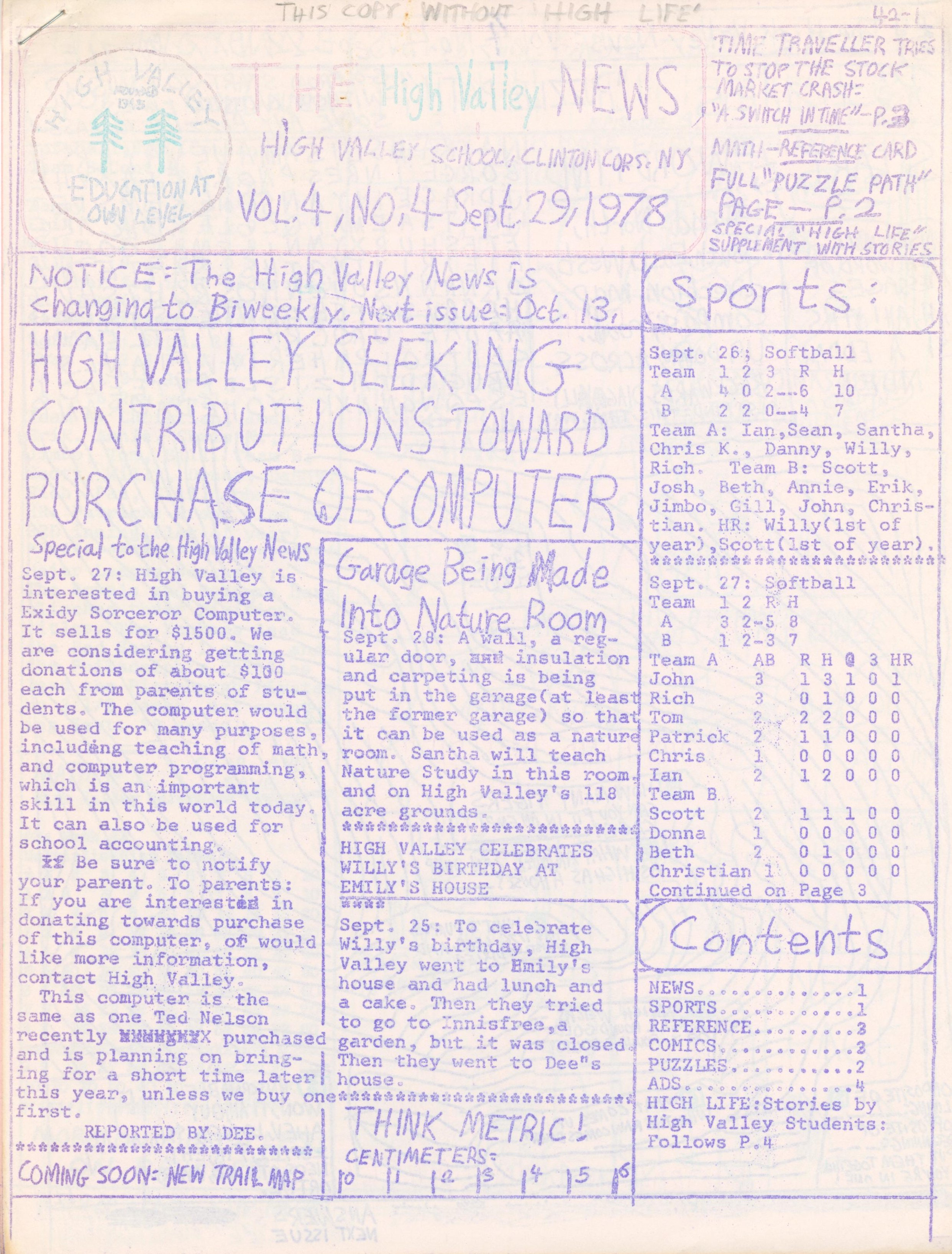
1978年に小学生がスピリット複写機で制作した学校新聞。校章および校名部分に別色の原紙を用い多色印刷を行っているのが分かる。